# Ovida Delect
Ovida Delect, née à Caen le 24 avril 1926 et morte à Coutances le 9 octobre 1996, est une poétesse, résistante déportée et femme politique communiste française.

## Biographie

### Jeunesse et résistance
Ovida est une femme trans. Au début des années 1940, elle est élève au lycée Malherbe et habite rue Laumonnier à Caen.
Selon Victoria Thérame, qui préface l’ouvrage d’Olivia Delect La vocation d’être femme, itinéraire d’une transsexuelle vécue : « Ça commence par une gamine qui a un corps de gamin et l’audace d’un héros. Ça continue par un garçon de seize ans qui sait qu’il est une fille, laquelle a des convictions fortes et la liberté en tête. »

Ovida Delect fonde avec quelques jeunes de son âge (Roger Câtel, Bernard Duval, Bernard Boulot, Claude Lunois et Jean-Paul Mérouze) un petit groupe de Résistance rattaché au Front national, mouvement créé par le Parti communiste français (PCF). Elle feint d'adhérer aux Jeunesses nationales populaires en se présentant comme un partisan de la collaboration. Elle en profite pour dérober d'importants dossiers et semer d'importantes perturbations dans les rangs de cette organisation en propageant une série de fausses nouvelles. Ces actions lui valent d'être arrêtée par la Gestapo, le 23 février 1944 avec plusieurs de ses camarades,. Elle est torturée au moins dix jours au 44 rue des Jacobins, avant d'être déportée en Allemagne. Sous la torture, elle ne dénonce pas ses camarades.
« En 1942-1943, l'un des camarades de troisième et de seconde de Jean-Marie Girault, Jean-Pierre Voidies [le morinom d'Ovida Delect], « résistant d'instinct » décide de réunir quelques camarades de classe pour envisager comment ces très jeunes gens pourraient contrarier la machine de guerre allemande et la gêner. À six ou sept reprises le groupe se réunit au Jardin des Plantes. Dans ce groupe, Jean-Marie Girault se sert d'une canne-épée de la guerre de 1914-1918, pour crever les pneus de quelques véhicules ennemis garés devant les services de l'Intendance allemande (Heeresunterkunftsverwaltung), situés rue Élie-de-Beaumont, près de son domicile. Le groupe se disloque et les rencontres clandestines cessent après l'arrestation de Jean-Pierre Voidies, qui, revenu de déportation, s'engage dans une carrière d'enseignant, notamment à la Guérinière. »
Voici le récit qu'Ovida Delect a fait elle-même de son arrestation:
« J’avais 17 ans. Mes adversaires me promettaient bien du plaisir. Ma situation dans notre organisation et mes activités leur faisaient estimer, non sans raison, que j’étais la personne la mieux à même de leur fournir des renseignements. (…) En ne cachant pas ma responsabilité, j’orientais sciemment sur moi les coups, d’une part pour que les autres aient moins à subir les conséquences de mon attitude, d’autre part, et surtout parce que je me sentais à même d’opposer une résistance farouche. Je pensais être à l’épreuve des faits (ce ne fut pas injustifié), que la maturité construite par mon élaboration philosophique me rendait plus à même de tenir le choc face à la cruauté. Je peux dire que j’ai réussi à « colmater ». Aucune indication de ma part ne fut à l’origine d’une arrestation nouvelle. C’est ainsi que beaucoup de garçons (et il y avait aussi une jeune fille) qui avaient participé à nos activités, quelques fois d’une façon importante, ne furent pas touchés. »
Elle rentre à 19 ans du camp de concentration de Neuengamme où elle a été déportée.

### Retour de déportation
Après la guerre, elle reprend ses études et obtient son deuxième baccalauréat en 1946 à Caen. Elle publie ses poèmes de résistance dans des revues locales. Elle est primée par le Prix Paul Valéry en 1946 et l’une de ses œuvres est lue à la Mutualité à Paris. Elle part étudier à Paris où elle forme un cercle de poètes. Elle rencontre Paul Eluard, qui lit Poème des temps nouveaux à la Mutualité.
Pour survivre à la Capitale, elle exerce de nombreux « petits métiers » comme elle les nomme dans sa biographie. Elle réussit le concours d’entrée de l’École normale, elle devient professeure d’enseignement général de lettres titulaire dans les collèges techniques de l’Éducation Nationale, après un an de stage à Nantes et avant d'être mutée dans le Pas-de-Calais à Mont-Saint-Éloi.
Elle rencontre durant l'été 1952 à Hyères sa future femme Huguette, une institutrice en maternelle originaire de la Sarthe. Alors qu'elle n’a pas encore transitionné socialement, elle se confie à elle sur son identité et sur ses aspirations poétiques et humanistes.
En 1953, Ovida Delect découvre avec bouleversement dans la presse l'histoire de la transition de Christine Jorgensen, GI d’origine danoise, et d’autres parcours de vie qui font écho à sa propre histoire.
Avec Huguette, elles exercent leurs métiers successivement dans la Sarthe, l’Orne, le Calvados, les Yvelines et l’Eure.
Ovida Delect devient début des années 1960 maire de Freneuse, commune de 2 800 habitants d'Île-de-France[réf. nécessaire]. Son identité sociale masculine lui pèse de plus en plus. À la fin des années 1960, elle écrit La Demoiselle de Kerk un roman en prose poétique qui raconte l’histoire d’une jeune fille sous l’occupation à Caen. Elle dira de cet ouvrage que c’est « une autobiographie transposée ». 
Elle témoigne du « fait de « poévivre », de pouvoir me libérer, m’affirmer par l’écriture, m’a aidée à supporter de lourdes charges, à ne pas me laisser écraser par la douleur, à ne pas mettre fin à mes jours, à rogner la hauteur des obstacles et à les traverses. »

### Écriture et action poétique
À l’âge de 55 ans, retraitée, elle transitionne socialement et choisit le nom de plume qu’elle utilise depuis 1975, Olivia Ovida Delect. Elle continue de vivre avec Huguette Voidies, sa femme, et leur fils à Saint Pierre Alizay.
À la fin des années 1980, l’historienne Christine Bard rencontre Ovida Delect venue à la Maison des femmes de Paris lire ses poèmes. Dans son ouvrage Ce que soulève la jupe pour Christine Bard, « avec Ovida Delect […] la jupe fait de la résistance dans tous les sens du terme, car résistante, elle le fut tout le temps : comme « fille manquée » face aux injonctions de ses parents, conservateurs catholiques, puis comme lycéen face à l’occupant […] déportée au camp de Neuengamme où elle survit pendant un an grâce à l’univers féminin qu’elle entretient en imagination. »
Ovida décide à 60 ans de participer au tournage d’un documentaire réalisé par Françoise Romand, Appelez-moi Madame,,, qui est diffusé en 1986. Après ce tournage, la vie dans le village de Saint-Pierre-du-Vauvray devient impossible pour elle en raison d'hostilités à son égard[réf. nécessaire]. Elle part s’installer seule en région parisienne dans un grand dénuement. Les projections du documentaire lui permettent de créer des liens et de rencontrer des féministes, des cercles de lesbiennes ou de passionnées de littérature[réf. nécessaire]. Elle reprend l’écriture et l’action poétique.
Au début des années 1990, elle emménage avec sa femme dans une maison de l’Essonne.
Son œuvre littéraire est prolifique Elle témoigne de son parcours de vie dans deux ouvrages, La prise de robe. Itinéraire d'une transsexualité vécue, édité à compte d'auteur en 1982 et La Vocation d'être femme: itinéraire d'une transsexualité vécue aux Éditions L’Harmattan publié en 1996 alors qu’elle se bat contre la maladie dont elle meurt la même année.

## Hommages
Le 19 juin 2019, une place Ovida-Delect est inaugurée à Paris dans le 4e arrondissement, au carrefour de la rue des Blancs Manteaux et de la rue des Archives.
En 2022, la mairie de Rennes donne le nom d'Ovida Delect à une passerelle.

## Œuvres

### Biographie
- Ovida Delect, La prise de robe : Itinéraire d'une transsexualité vécue, Quincy-sous-Sénart, Ovida Delect, 1982, 149 p.

- Ovida Delect, La Vocation d'être femme : itinéraire d'une transsexualité vécue, Paris, L'Harmattan, coll. « sexualité humaine », 1996, 384 p. (ISBN 2-7384-4687-6)

### Ouvrages, recueils, poèmes
- Jean-Pierre Voidiès, Le rétroviseur magique, Paris, Collection Janus Pierre-Jean Oswald, 1959, 110 p.

- Ovida Delect, Il y en a que j'aime tant, Saint-Martial-de-Nabirat, Hubert Laporte, 1989, 87 p. (ISBN 2-87797-003-5, lire en ligne)

- Ovida Delect, L'Accomplie de la belle heure vive..., Saint-Pierre-du-Vauvray, Ovida Delect, 1981, 24 p.

- Ovida Delect, Sucres de feu, soupes d'agonie, Paris, Barré et Dayez, 1989, 118 p.

- Ovida Delect, La bille de verre, Quincy-sous-Sénart, Ovida Delect, 1987, 96 p.

- Ovida Delect, Les chevaux de frise couraient sur l'hippodrome : A travers croix, têtes de mort, coups et bombes, une jeunesse résistante, Paris, L'Harmattan, coll. « Destins vécus », 1994, 136 p. (ISBN 2-7384-2946-7, lire en ligne)

- Ovida Delect, Dans la grande fête, Sainte-Geneviève-des-Bois, Maison rhodanienne de poésie, coll. « Rencontres artistiques et littéraires », 1978, 215 p.[20]

- Ovida Delect, Giboulée de bonheur, Saint-Pierre-du-Vauvray, Ovida Delect, 1979

- Ovida Delect, Le jardin de Clélie, Quincy-sous-Sénart, Ovida Delect, 1991, 88 p.

- Ovida Delect, Krach et autres poèmes de la nouvelle résistance : pour la solidarité internationale des travailleurs..., Regnéville-sur-Mer, Ovida Delect, 1992, 57 p.

- Ovida Delect, Les Météores qui chantent ou la Caresse du pays de toutes choses, Saint-Pierre-du-Vauvray, Ovida Delect, 1983, 78 p.

- Ovida Delect, Ovida et le bonheur-multitude, Édition Sainte-Geneviève-des-Bois, Maison rhodanienne de poésie, 1976, 157 p.

- Ovida Delect, La Petite gabegie farfelue, Paris, Saint-Germain-des-Prés, coll. « À l'écoute des sources », 1986, 71 p. (ISBN 2-243-02835-2)

- Ovida Delect, Les villes qui changeaient dans le fleuve des histoires, Regnéville-sur-Mer, Ovida Delect, 1993, 111 p.

- Ovida Delect, Un Voyage dans le Graal, Sainte-Geneviève-des-Bois, Maison rhodanienne de poésie, coll. « Rencontres artistiques et littéraires », 1974, 153 p.